# John McEwen
John McEwen (ur. 29 marca 1900 w Chiltern, zm. 20 listopada 1980 w Melbourne) – australijski polityk, na przełomie lat 1967 i 1968 był przez trzy tygodnie tymczasowym premierem Australii.

## Życiorys

### Pochodzenie i młodość
Pochodził z rodziny aptekarzy. Jako piętnastolatek zakończył edukację i zaczął pracę w administracji publicznej. W czasie I wojny światowej trafił do wojska, ale nim zdążył przejść podstawowe szkolenie, wojna dobiegła już końca. Po powrocie do cywila postanowił zająć się rolnictwem i założył farmę mleczną. Stał się aktywistą rolniczych związków, a następnie blisko z nimi związanej Partii Wiejskiej (CP).

### Kariera polityczna
W 1934 został z jej ramienia członkiem Izby Reprezentantów. W latach 1937–1941 po raz pierwszy zasiadał w rządzie, kierując resortami spraw wewnętrznych, spraw zagranicznych oraz lotnictwa. Po ośmiu latach w opozycji, w 1949 powrócił do władzy jako minister gospodarki i rolnictwa, a później handlu i przemysłu. Kierując resortami gospodarczymi dał się poznać jako zwolennik protekcjonistycznej polityki celnej, zwłaszcza w odniesieniu do surowców. W ten sposób chciał ograniczyć zagraniczną konkurencję dla australijskich farmerów. W 1956 został wybrany na lidera CP.

#### Premier Australii
W grudniu 1967 w nie wyjaśnionych do końca okolicznościach zaginął (najpewniej utonął, ale nigdy nie odnaleziono jego ciała) premier Harold Holt. Jego gabinet tworzyła koalicja liberałów z LPA, których przywódcą był Holt, oraz CP. Gdy 19 grudnia szef rządu został formalnie uznany za zmarłego, gubernator generalny powierzył tymczasowo tekę premiera McEwenowi, jako liderowi drugiej partii koalicyjnej i zarazem ministrowi o najdłuższym stażu.
Od początku było wiadomo, iż McEwen będzie stał na czele gabinetu tylko do chwili, gdy osieroceni śmiercią Holta liberałowie wybiorą nowego przywódcę. Tymczasowy premier aktywnie włączył się w tę rozgrywkę. Zadeklarował, że jeśli nowym szefem LPA zostanie uznawany za faworyta William McMahon, to jego partia wyjdzie z koalicji. Ta deklaracja znacznie pogłębiła kryzys przywództwa u liberałów i sprawiła, że wybory na lidera partii wygrał ostatecznie dotychczasowy minister edukacji, John Gorton. To właśnie jemu 10 stycznia 1968 McEwen przekazał władzę. Nowy premier poprosił go o pozostanie na wcześniejszym stanowisku ministra handlu i przemysłu, a także postanowił o utworzeniu specjalnie dla niego, nieistniejącego wcześniej w Australii, stanowiska wicepremiera.

### Emerytura
W 1971 McEwen, w wieku 71 lat, przeszedł na emeryturę i wycofał się z życia publicznego. W tym samym roku otrzymał Order św. Michała i św. Jerzego klasy Rycerz Wielkiego Krzyża, uprawniający do tytułu Sir. W 1973 został odznaczony japońskim Orderem Wschodzącego Słońca. Zmarł 20 listopada 1980. Jego imię nosi budynek będący siedzibą Narodowej Partii Australii, w którą przekształciła się dawna Partia Wiejska.